# Bonetă frigiană

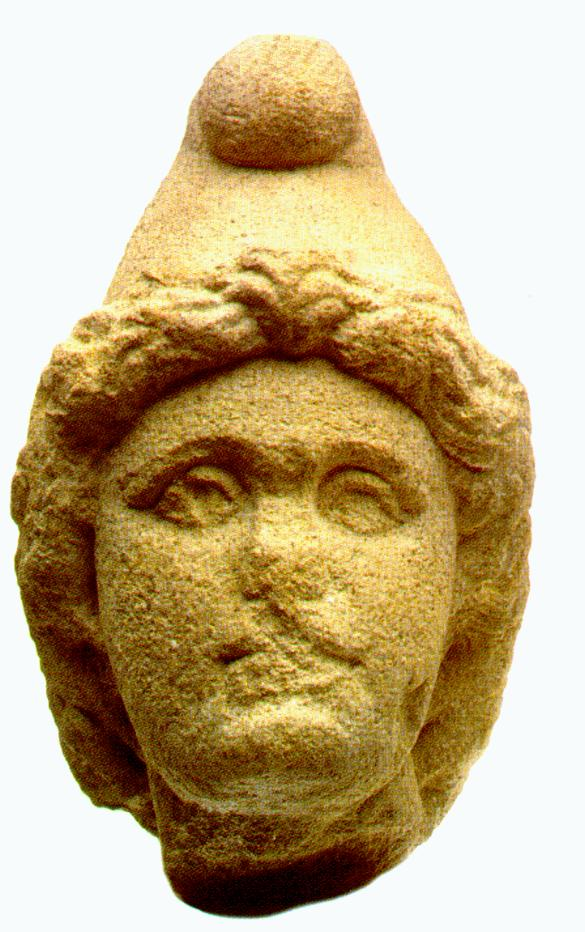
Mithras

Boneta frigiană  este o căciulă de origine anatoliană (Frigienii vorbeau o limbă indo-europeană asemănătoare într-o oarecare măsură cu greaca, diferită de restul limbilor anatoliene), purtată în antichitate de sclavii eliberați (liberții) din Roma antică.
Însuși Paris, fiul lui Priam, este considerat frigian și reprezentat purtând căciula frigiană, purtată și de zeul Mithra.
Boneta frigiană de culoare roșie și cu vârful îndoit înainte, a fost adoptată și de revoluționarii francezi, care au făcut Revoluția franceză din 1789, ca simbol al luptei pentru libertate. Aceasta s-a răspândit ulterior peste tot acolo unde au ajuns armatele Franței. În prezent, Marianne purtând boneta frigiană a devenit un simbol al Republicii Franceze.
Boneta frigiană a fost folosită ca simbol republican în statele Americii Latine, eliberate de sub dominația Spaniei.
Boneta frigiană figurează pe sigiliul Senatului Statelor Unite ale Americii.

## Galerie de imagini

Stema Argentinei
Sigiliul Senatului Statelor Unite ale Americii
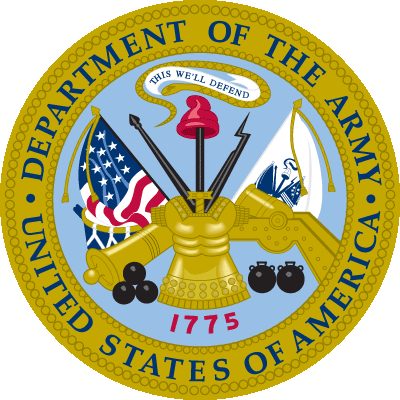
Sigiliul Armatei Statelor Unite ale Americii
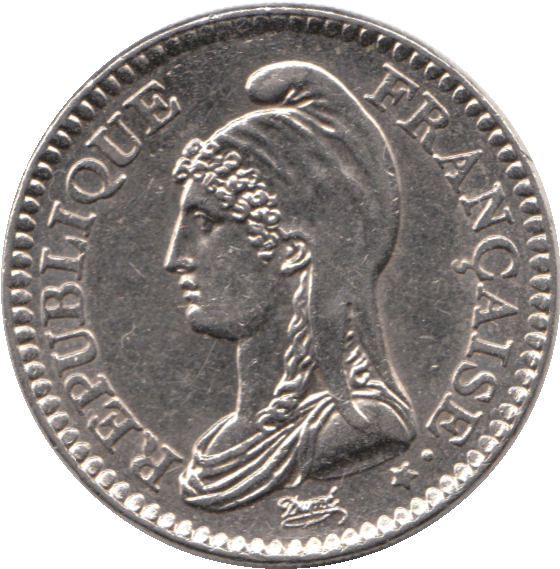
Monedă comemorativă de 1 Franc, 1992 (Marianne)
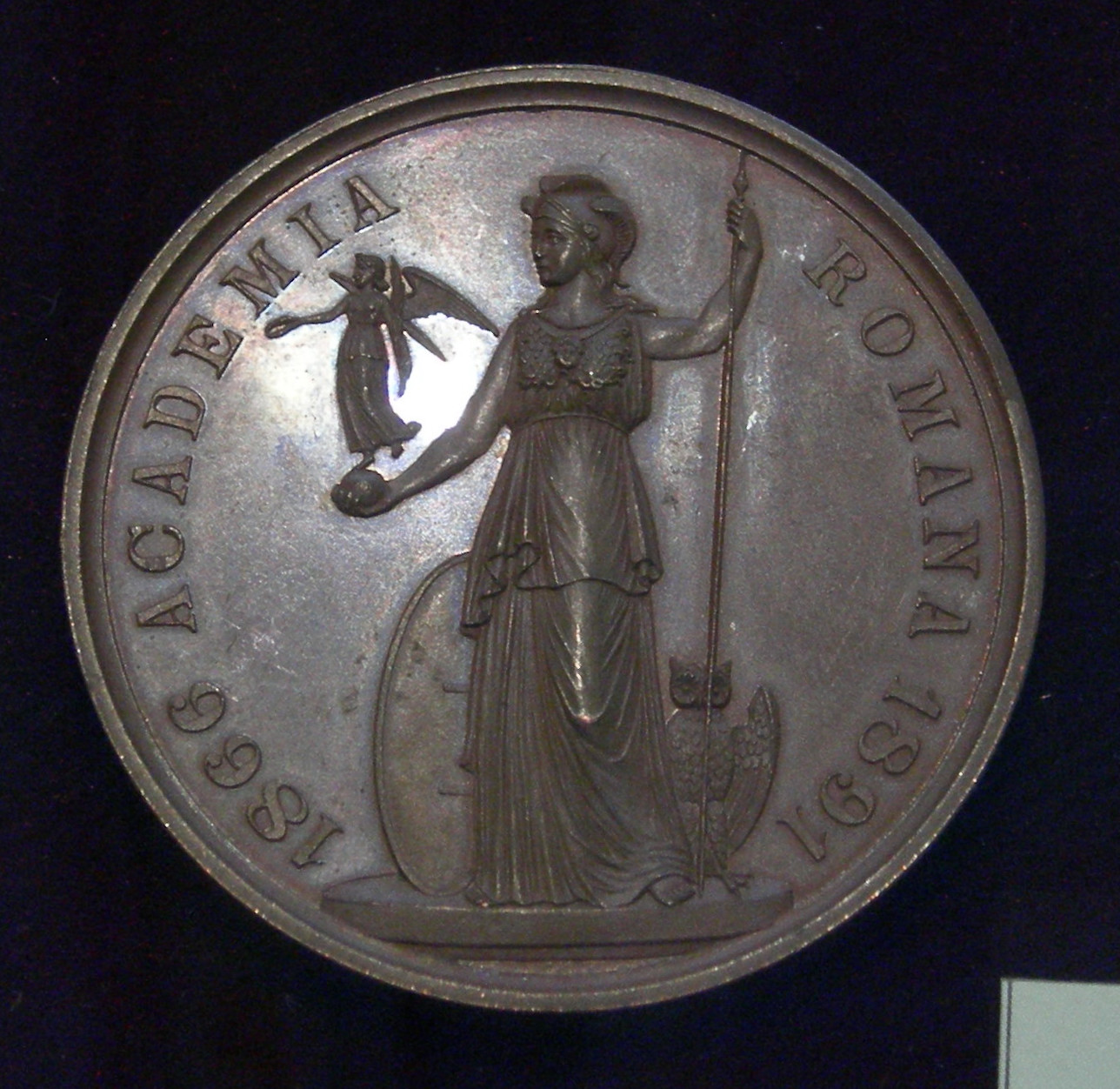
Medalie emisă de Academia Română la cea de-a 25-a aniversare a sa, în 1891 (bronz); avers, circular: 1866 ACADEMIA ROMANA 1891.